# Nella the Princess Knight
Nella the Princess Knight é uma série de animação de televisão infantil criada por Christine Ricci (não confundir com a atriz Christina Ricci). A série estreou nos Estados Unidos em 6 de fevereiro de 2017, no canal infantil Nick Jr.. Acompanhe as aventuras de Nella, uma princesinha que também protege o reino de seus pais como uma valente cavaleira.
Nella, uma Princesa Corajosa
Nella não é uma princesa comum, ela é uma princesa-amazona, uma heroína diferente de qualquer um que veio antes dela. Trabalhando com o leal cavaleiro Sir Garrett e a glamurosa unicórnio Trinket, Nella rompe barreiras. Exibida no canal Nick Jr.
“Nella, uma Princesa Corajosa” é uma série animada cheia de ação, amizade e aventura. Traz a história de uma heroína nada convencional chamada Nella, em sua incrível e emocionante jornada para demonstrar que existe mais de uma maneira de ser princesa. Seu coração é forte! Sempre que existe um conflito, Nella garante que tudo ocorra bem.

## Sinopse
Nella the Princess Knight é sobre a Princesa Nella, uma garota que salva os cidadãos do reino de seus pais transformando-se em uma princesa-cavaleira. Ela faz isso com a ajuda de seus amigos, Trinket, Sir Garrett e Clod. Juntos, eles fazem missões, resolvem mistérios e aprendem lições valiosas.

## Personagens

### Principais
- Princesa Nella: é uma aventureira princesa-cavaleira de 8 anos que protege seu reino. Ela é destemida, confiante, doce, útil, fácil, e uma cavaleira muito amigável.
- Leila: é a unicórnio falante e a melhor amiga de Nella que ama a moda. Apesar de ser melhor amiga de Nella, Trinket pode ser muito séria e tem muito medo em cada episódio.
- Sir Max: é um cavaleiro que marca junto com Nella nas suas missões. Ele coleta cartões comerciais que identificam diferentes tipos de criaturas mágicas. Ele é muito inteligente e oferece sua inteligência para ajudar o reino também.
- Christopher: é o corcel falante de Max, que tem dois chifres em sua cabeça. Ele é o melhor amigo de Sir Max, e também está em boas condições com Nella e Leila. Citado frequentemente, Christopher é o alívio cômico da turma.

## Dublagem
| Personagem     | Dublador       | Dublador         |
| -------------- | -------------- | ---------------- |
| Princesa Nella | Akira Golz     | Bia Telles       |
| Trinket        | Samantha Hahn  | Enia Carla       |
| Sir Garrett    | Micah Gursoy   | Arthur Valadares |
| Clod           | Matthew Gumley | Tarcisio Pureza  |
| Rainha Mãe     | Rebecca Soler  | Teline Carvalho  |
| Rei Pai        | Ty Jones       | Júlio Chaves     |

- Direção de dublagem: Teline Carvalho
- Tradução: Sílvio Gonzales
- Estúdio de dublagem: Gigavoxx (Rio de Janeiro)